# Kami Hiszao
Kami Hiszao (Hirosima, 1941. június 28. –) japán válogatott labdarúgó.
A japán válogatott tagjaként részt vett az 1964. évi nyári olimpiai játékokon.

## Statisztika
| Japán válogatott | Japán válogatott | Japán válogatott |
| Időszak          | Mérk.            | gól              |
| ---------------- | ---------------- | ---------------- |
| 1964             | 1                | 0                |
| 1965             | 3                | 0                |
| 1966             | 5                | 0                |
| 1967             | 4                | 0                |
| 1968             | 2                | 0                |
| Összesen         | 15               | 0                |